# Fugere urbem
Fugere urbem é uma expressão em latim que significa "fugir da cidade".
Originalmente usada pelo escritor latino Horácio, foi adotada como lema pela literatura árcade para simbolizar o poeta literário que se desloca da vida agitada e corrida da cidade e vai para a calma zona rural.[carece de fontes?] Tal princípio é reforçado pelo filósofo Jean-Jacques Rousseau, que diz que a civilização corrompe os costumes do homem, que nasce naturalmente bom.